# 시드니 루멧
시드니 루멧(Sidney Lumet, 1924년 6월 25일 ~ 2011년 4월 9일)은 미국의 영화 감독, 영화 제작자, 영화 각본가이다.

## 작품 목록
- 12인의 성난 사람들 (1957)
- 핵전략 사령부 (1964)
- 형사 서피코 (1973)
- 오리엔트 특급 살인 (1974)
- 뜨거운 오후 (1975)
- 네트워크 (1976)
- 에쿠우스 (1977)
- 마법사 (1978)
- 죽음의 게임 (1982)
- 심판 (1982)
- 허공에의 질주 (1988)
- 맨하탄에 밤이 오면 (1996)
- 글로리아 (1999)
- 파인드 미 길티 (2006)
- 악마가 너의 죽음을 알기 전에 (2007)